# Rhabdomys pumilio
Rhabdomys pumilio là một loài động vật có vú trong họ Chuột, bộ Gặm nhấm. Loài này được Sparrman mô tả năm 1784.